# معاهدة برست ليتوفسك
معاهدة بريست ليتوفسك (تُعرف أيضاً باسم معاهدة بريست للسلام)، هي معاهدة سلام وقعت في 3 مارس 1918 بين الحكومة البلشفية الجديدة في روسيا ودول المركز (الإمبراطورية الألمانية، النمسا-المجر، بلغاريا، الإمبراطورية العثمانية). أنهت هذه المعاهدة مشاركة روسيا في الحرب العالمية الأولى. وُقعت المعاهدة بعد شهرين من المفاوضات في بريست ليتوفسك التي تسيطر عليها ألمانيا وتقع حالياً في بيلاروسيا. تخلت جمهورية روسيا السوفيتية بموجب المعاهدة عن جميع التزامات الإمبراطورية الروسية تجاه الحلفاء، وأصبحت واحدة من بين إحدى عشرة دولة مستقلة في أوروبا الشرقية وغرب آسيا. تعتبر هذه المعاهدة أول معاهدة دبلوماسية مُصوَّرة في التاريخ.
تنازلت روسيا بموجب المعاهدة عن سيطرتها على دول البلطيق لصالح ألمانيا، وتخلت أيضاً عن مقاطعة كارس أوبلاست في جنوب القوقاز للإمبراطورية العثمانية، واعترفت باستقلال أوكرانيا. يقول المؤرخ سبنسر تاكر: لقد صاغت هيئة الأركان الألمانية المعاهدة مستخدمةً مصطلحات قاسية بشكل غير عادي، صدم حتى المفاوض الألماني. لم تأتِ الاتفاقية على ذكر بولندا نهائياً، إذ رفض الألمان الاعتراف بوجود أي ممثلين عن بولندا في المعاهدة، وهو الأمر الذي أدى إلى احتجاجات بولندية. عندما اشتكى الألمان لاحقاً من الشروط المجحفة بحقهم التي فرضتها معاهدة فرساي عام 1919 ردَّ الحلفاء بأن شروطها أسهل من معاهدة بريست ليتوفسك.
ألغيت معاهدة بريست ليتوفسك مع استسلام ألمانيا للحلفاء في 11 نوفمبر 1918. وعلى كل حال فقد قدمت المعاهدة بعض الارتياح للبلاشفة الروس في أعقاب الثورة الشيوعية في عام 1917، من خلال التخلي عن طموحات روسيا في بولندا وفنلندا وإستونيا ولاتفيا وأوكرانيا وليتوانيا.

## خلفية
كانت القوات الألمانية والروسية في حالة اشتباك على طول الجبهة الشرقية بحلول عام 1917، وكان الاقتصاد الروسي قد انهار تقريباً تحت وطأة المجهود الحربي. تسببت أعداد القتلى الكبيرة ونقص الغذاء والمؤن المستمر في المدن الروسية الرئيسية في اندلاع اضطرابات شعبية عرفت باسم ثورة فبراير، والتي أجبرت القيصر نيكولاس الثاني على التنازل عن العرش. واصلت الحكومة المؤقتة الروسية التي حلت محل القيصر في أوائل عام 1917 الحرب. أرسل وزير الخارجية بافيل ميليوكوف برقية إلى الحلفاء تُعرف باسم مذكرة ميليوكوف أكَّد فيها أن الحكومة المؤقتة ستواصل الحرب إلى جانب الحلفاء مع الالتزام بنفس أهداف الحرب التي أعلنت عنها الإمبراطورية الروسية سابقاً. عارض الجنود وقادة المجموعات العمالية والأحزاب اليسارية استمرار الحكومة المؤقتة بالحرب، وبدء السوفيت في تشكيل قوات شبه عسكرية عُرفت بالحرس الأحمر في مارس 1917.
أدت الحرب المستمرة إلى موافقة الحكومة الألمانية على اقتراح يدعو للاعتراف بالحزب الشيوعي المعارض والتعامل معه، لأن البلاشفة كانوا من أنصار انسحاب روسيا من الحرب. ولذلك سهلت ألمانيا عودة فلاديمير لينين مع 31 من رفاقه في أبريل 1917 من منفاهم في سويسرا إلى بتروغراد، وبمجرد وصوله إلى بتروغراد أعلن لينين عن مشروعه الذي تضمن دعوة لتحويل كل السلطات السياسية إلى السوفيت (العمال) والجنود وانسحاب روسيا الفوري من الحرب. دخلت الولايات المتحدة الحرب العالمية الأولى في نفس الوقت تقريباً، ما غيَّر من ميزان القوى لصالح الحلفاء. دعا البلاشفة للإطاحة بالحكومة المؤقتة ووضع حد للحرب طوال عام 1917. انهار الجيش الروسي في أعقاب الفشل الكارثي لهجوم كيرينسكي، وتدهور الانضباط في الجيش الروسي بشكل كامل، فكان الجنود يعصون الأوامر ويشكلون لجاناً للسيطرة على وحداتهم بعد اعتقال الضباط. أدت الهزائم العسكرية المتعاقبة والتبعات الاقتصادية للحرب إلى أعمال شغب مناهضة للحكومة في بتروغراد في يوليو من العام 1917. استولى الحرس الأحمر بعد عدة أشهر في 7 نوفمبر على القصر الحكومي الشتوي وقبضوا على الحكومة المؤقتة فيما أصبح يعرف باسم ثورة أكتوبر.
أصبحت أولوية الحكومة السوفيتية الجديدة إنهاء الحرب. وقع فلاديمر لينين في 8 نوفمبر 1917 مرسوم السلام، والذي وافق عليه المؤتمر الثاني لنواب العمال والفلاحين والجنود السوفيتي. دعا المرسوم جميع الدول المتحاربة وحكوماتها إلى بدء مفاوضات فورية من أجل السلام، واقترح انسحاب روسيا بشكل فوري من الحرب العالمية الأولى. عُيِّن ليون تروتسكي كمفوض للشؤون الخارجية في الحكومة البلشفية الجديدة استعدادًا لمحادثات السلام مع ممثلي الحكومة الألمانية وممثلي قوى دول المحور الأخرى، عيَّن ليون تروتسكي صديقه المقرب أدولف جوفي لتمثيل البلاشفة في مؤتمر السلام.

## مفاوضات السلام

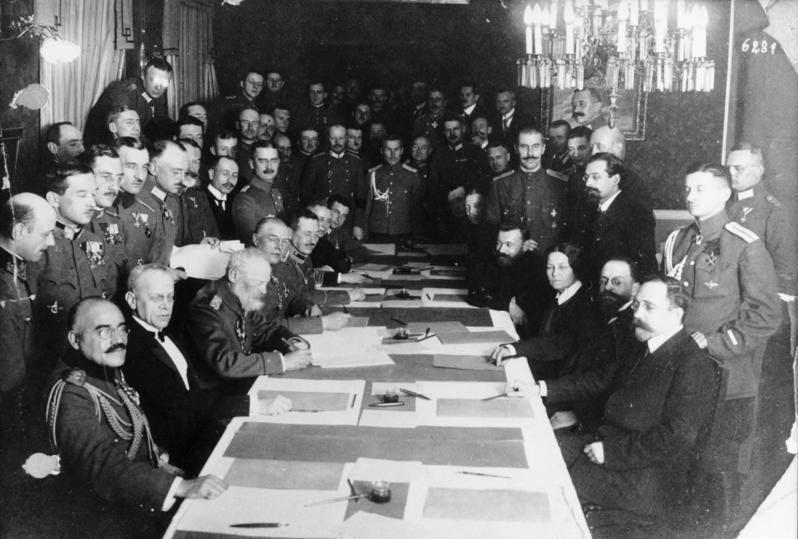
توقيع اتفاقية هدنة بريست ليتوفسك (1917) – لقاء بين ألمانيا، حلفائها، والوفد السوفيتي

توصلت روسيا السوفيتية إلى هدنة مع دول المحور في 15 ديسمبر 1917، وبدأت مفاوضات السلام في 22 ديسمبر في بريست ليتوفسك. كانت الترتيبات الخاصة بالمؤتمر من مسؤولية الجنرال ماكس هوفمان رئيس أركان قوات المحور على الجبهة الشرقية. شاركت في المؤتمر شخصيات بارزة مثل وزير خارجية ألمانيا ريتشارد فون كولمان، ووزير خارجية النمسا والمجر الكونت أوتوكار تشيرنين، ورئيس الوزراء العثماني طلعت باشا ووزير الخارجية العثمانية نسيم بيك، فيما ترأس وزير العدل بوبوف وفد بلغاريا الذي انضم إليه رئيس الوزراء فاسيل رادوسلافوف لاحقاً.
ترأس أدولف جوفي الوفد السوفيتي الذي قاد مفاوضات السلام، لكنه أقصى أغلب ممثلي الفعاليات الاجتماعية والعمالية عن الوفد الروسي، وضمَّ الجنرال القيصري ألكسندر سامويلو والمؤرخ الماركسي الشهير ميخائيل بوكروفسكي. التقت الوفود المتفاوضة في قلعة بريست ليتوفسك، وأقاموا في مبنى خشبي مؤقت في ساحة القلعة، لأن المدينة الروسية كانت قد أحرقت وسُويت بالأرض في عام 1915 على يد الجيش الروسي المنسحب.
طلب وزير الخارجية الألماني كولمان من أدولف جوفي تقديم الشروط الروسية في بداية المؤتمر. قدم جوفي ست نقاط، وركزت الشروط الروسية على ألا يكون في المعاهدة أي تعويضات أو سيطرة على أراضٍ روسية، وقبلت قوى المحور هذه الشروط لكن مع ضرورة تعهد جميع الدول المتحاربة بما فيها الحلفاء بتطبيق هذه المبادئ. أرسل جوفي الخبر مباشرةً إلى بتروغراد وأكد أن قوى المحور لن تضم الأراضي التي سيطرت علها بالقوة. أدرك الكولونيل فريدريك برينكمان أحد مساعدي هوفمان أن الروس أساؤوا تفسير كلام دول المحور، وكان على هوفمان أن يُوضح الأمور في مأدبة عشاء يوم 27 ديسمبر: فبولندا وليتوانيا وكورلاند التي احتلتها دول المحور ترغب بالانفصال عن روسيا وفق مبدأ تقرير المصير الذي تبناه البلاشفة أنفسهم، وهو الأمر الذي صدم جوفي وبوكروفسكي. خطط الألمان والنمساويون والمجريون لضم أجزاء من الأراضي البولندية، وإقامة دولة بولندية فيما تبقى، في حين أن مقاطعات البلطيق ستصبح دولتين تابعتين يحكمهما الأمراء الألمان. سعى وزير خارجية النمسا والمجر تشيرنين للتفاوض على سلام مستقل لبلاده لأنَّ موضوع تقرير المصير شكَّل عائقاً أخَّر المفاوضات، وكانت بلاده بحاجة ماسة للحبوب من الشرق لأن فيينا على وشك المجاعة. حذره وزير خارجية ألمانية كولمان إذا تفاوض بشكل منفصل فإن ألمانيا ستسحب على الفور جميع فرقها من الجبهة النمساوية، فتراجع تشيرنين عن خططه، وسُوي الخلاف في النهاية من خلال اتفاق لتوريد الحبوب من المجر وبولندا ورومانيا إلى فيينا، مع مساهمة ألمانيا بلغت 450 شاحنة محملة بالدقيق. عُلقت المحادثات بناءً على طلب روسيا لمدة 12 يوم.
تمثَّلت آمال السوفيت الوحيدة بانضمام الحلفاء للمفاوضات أو أن يتمرد العمال في أوروبا الغربية بشكل يشبه الثورة البلشفية، ولذلك فإطالة أمد المفاوضات هي أفضل إستراتيجية روسية. رأى وزير الخارجية ليون تروتسكي أنَّه لتأجيل المفاوضات لا بد من وجود شخص قادر على القيام بذلك، فحلَّ هو محلَّ جوفي في رئاسة الوفد الروسي.
حدث تغيُّر سياسي جذري على الجانب الآخر أيضاً، فقد أصر القيصر الألماني على أن يكشف هوفمان عن آرائه حول الحدود الألمانية البولندية، وأراد هيندنبورغ ولودندورف أن تكون حصة ألمانيا من الأراضي البولندية أكبر، وكانوا مع كبار الضباط غاضبين من هوفمان الذي خرق تسلسل القيادة وأرادوا إقالته من منصبه السياسي وإعادته إلى ميدان القتال. أراد كبار الضباط الألمان أن تنمح اتفاقية السلام مزيداً من المكاسب لألمانيا، وعندما سئل هيندنبورغ عن سبب رغبته في السيطرة على دول البلطيق أجاب: لتأمين جناحي الأيسر عندما تحدث الحرب القادمة. حدث تحول هام آخر عندما وصل وفد أوكراني إلى برست ليتوفسك للمشاركة في المفاوضات وإعلان الاستقلال عن روسيا. وقعت قوى المحور على معاهدة سلام منفصلة مع أوكرانيا في 8 – 9 فبراير، وعلى الرغم من أن الروس قد استعادوا السيطرة على كييف، فقد دخلت القوات الألمانية والنمساوية والمجرية أوكرانيا لدعم القوى الانفصالية فيها، أخيراً كسر هوفمان الجليد مع الروس وركز المفاوضات على خرائط حدود المستقبل، ومنح الروس مهلة لمدة تسعة أيام ليقرروا ما إذا كانوا سيوقعون المعاهدة.
رفض تروتسكي التوقيع وحاول إقناع القيادة الروسية بذلك، واقترح أن تعلن روسيا إنهاء الحرب من طرف واحد دون توقيع أي معاهدة سلام. من جهته كان لينين مع توقيع المعاهدة خوفاً من الاضطرار لقبول معاهدة أكثر قسوة إذا تلقت روسيا مزيداً من الخسائر العسكرية. أراد الشيوعيون اليساريون بقيادة نيكولاي بوخارين وكارل راديك مواصلة الحرب لأنهم كانوا متأكدين من أن ألمانيا والنمسا وتركيا وبلغاريا ستشهد ثورات شيوعية داخلية. وافق لينين في النهاية على الصيغة التي اقترحها تروتسكي، وهو الموقف الذي لخصه «لا حرب ولا سلام». اعتقد السوفيت أن المماطلة كانت ناجحة حتى فاجأهم هوفمان في 16 فبراير عام 1918 عندما أخبرهم أن ألمانيا ستستأنف الحرب خلال يومين، مع تقدم 53 فرقة عسكرية ألمانية باتجاه الخنادق السوفيتية شبه الفارغة. وهو ما دفع اللجنة المركزية السوفيتية لتأييد قرار لينين بتوقيع معاهدة السلام. استمر هوفمان في التقدم نحو روسيا حتى يوم 23 فبراير، عندما قدم شروطاً جديدة شملت انسحاب جميع القوات السوفيتية من أوكرانيا وفنلندا، وأعطى روسيا 48 ساعة لاتخاذ قرار نهائي. أعلن لينين أمام اللجنة المركزية «أنه يجب علينا قبول هذا السلام المخزي من أجل إنقاذ الثورة العالمية»، وأنه سيستقيل إذا لم تقبل اللجنة بقراره. وافق ستة أعضاء على قرار لينين وعارضه ثلاثة وامتنع تروتسكي مع ثلاثة أعضاء آخرين عن التصويت. استقال تروتسكي من وزارة الخارجية وحل محله جورجي تششيرين.
وصل سوكولنيكوف إلى بريست ليتوفسك ممثلاً للوفد الروسي، وأعلن أنه سيوقع على المعاهدة فوراً لكن دون أي تعديل على شروطها، ووقعت المعاهدة بالفعل في الساعة 17:50 يوم 3 مارس 1918.

## خلفية
عارض البلاشفة الحرب العالمية منذ بدايتها، ووصفوها بالحرب البرجوازية القومية التي لا تراعي صلب المصالح العمال وتعمل على نقل الصراع الطبقي إلى صراعات قومية غير مجدية. وقد رفع فلاديمير لينين شعار «الأرض والخبز والسلام» كشرح مبسط لجوهر الأهداف البلشفية في هذه الحقبة.

## الأثر
معاهدة برست ليتوفسك هي إحدى أهم أمثلة اتفاقات السلام الإستراتيجية في القرن العشرين، لعل لا يسبقها في ذلك سوى اتفاق مولوتوف ريبنتروب عام 1939 من حيث تأثيره الجيوسياسي. وكما هو الحال مع المعاهدة النازية السوفيتية الشهيرة، تنطوي برست ليتوفسك على تواطؤ للحكومتين الألمانية والسوفيتية من أجل تحقيق مكاسب قصيرة الأجل، تشمل المتنفس الاستراتيجي، وتبادل السلع الثمينة، وتوقف القتال على الجبهة الشرقية. بالنسبة للحكومة السوفيتية الجديدة، ليس أقل من دول المركز، يتوافق اتفاق السلام مع المصالح الوطنية السائدة، والتي بعد نحو أربع سنوات من القتال المتواصل تتطلب الحفاظ على الأنظمة المعنية.